# Catharina Backer
Catharina Backer (Amsterdam 22 september 1689 - Leiden 8 februari 1766) was een Nederlandse kunstschilderes, tekenares en kunstverzamelaarster.
Catharina Backer was de dochter van Willem Backer Cornelisz. (1656-1731) en Magdalena de la Court (1662-1712) en was afkomstig uit een familie van lakenhandelaren en kunstverzamelaars. Als kind kreeg ze onderwijs in onder andere geschiedenis, wiskunde, Frans, Italiaans en Engels. Daarnaast kreeg ze schilderles. Dit is bekend door correspondentie tussen Catharina en haar vader Willem Backer, waarin Willem zijn dochter aanmoedigt om weer les te nemen. Ook is er een inventaris bekend waar achter een van Catharina's schilderijen de toevoeging staat: "sonder meester te hebben". Wat erop duidt dat de andere schilderijen wel met een meester gemaakt zijn. Vermoedelijke docenten waren Jan van Huysum (1682-1749) en Willem van Mieris (1662-1747).
Catharina heeft voordat ze ging schilderen een tekenopleiding gehad. De tekeningen uit deze lessen heeft ze in een album bewaard. Dit album bevindt zich nu in het Amsterdam Museum. Catharina schilderde vooral bloemstillevens. Daarnaast tekende ze veel, er is een tekenboek van haar overgeleverd met 232 tekeningen met veel figuurstudies en portretten. Backer trouwde op 25 augustus 1711 met haar neef Allard de la Court van der Voort (1688-1755), een lakenhandelaar en kunstverzamelaar. Ze kregen samen vier kinderen, van wie er twee al vroeg zijn overleden. Waarschijnlijk is ze na haar huwelijk veel minder gaan schilderen. Er zijn acht schilderijen bewaard gebleven die stammen uit de periode van voor haar huwelijk, terwijl er uit de periode daarna maar drie schilderijen bekend zijn. Er hangen verschillende schilderijen van haar in internationale kunstmusea. Haar bekendste schilderij hangt in het Hallwyl Museum in Stockholm. Ook in Museum De Lakenhal hangt een schilderij van haar.

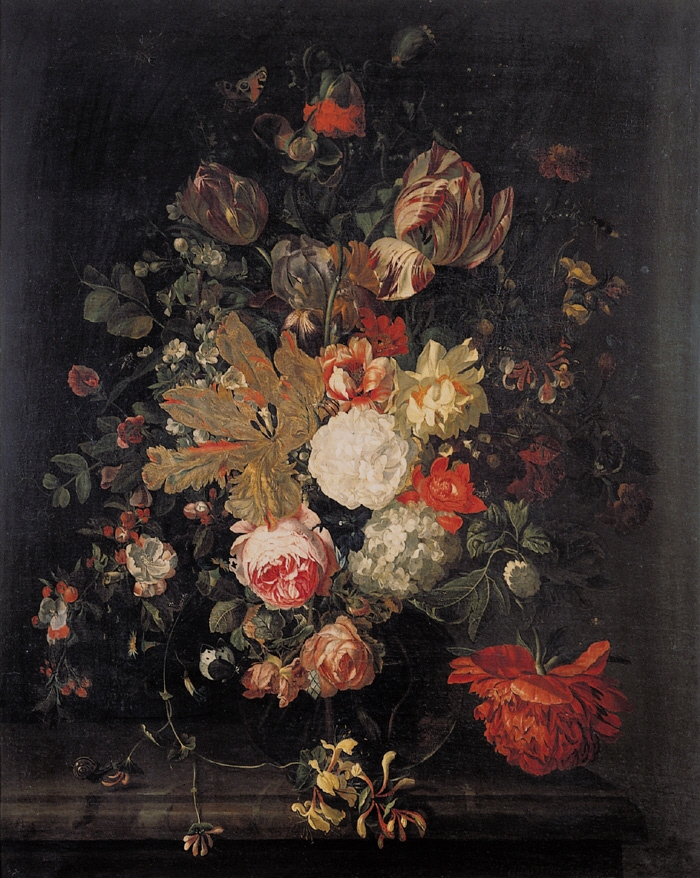
Catharina Backer: Bloemstilleven.
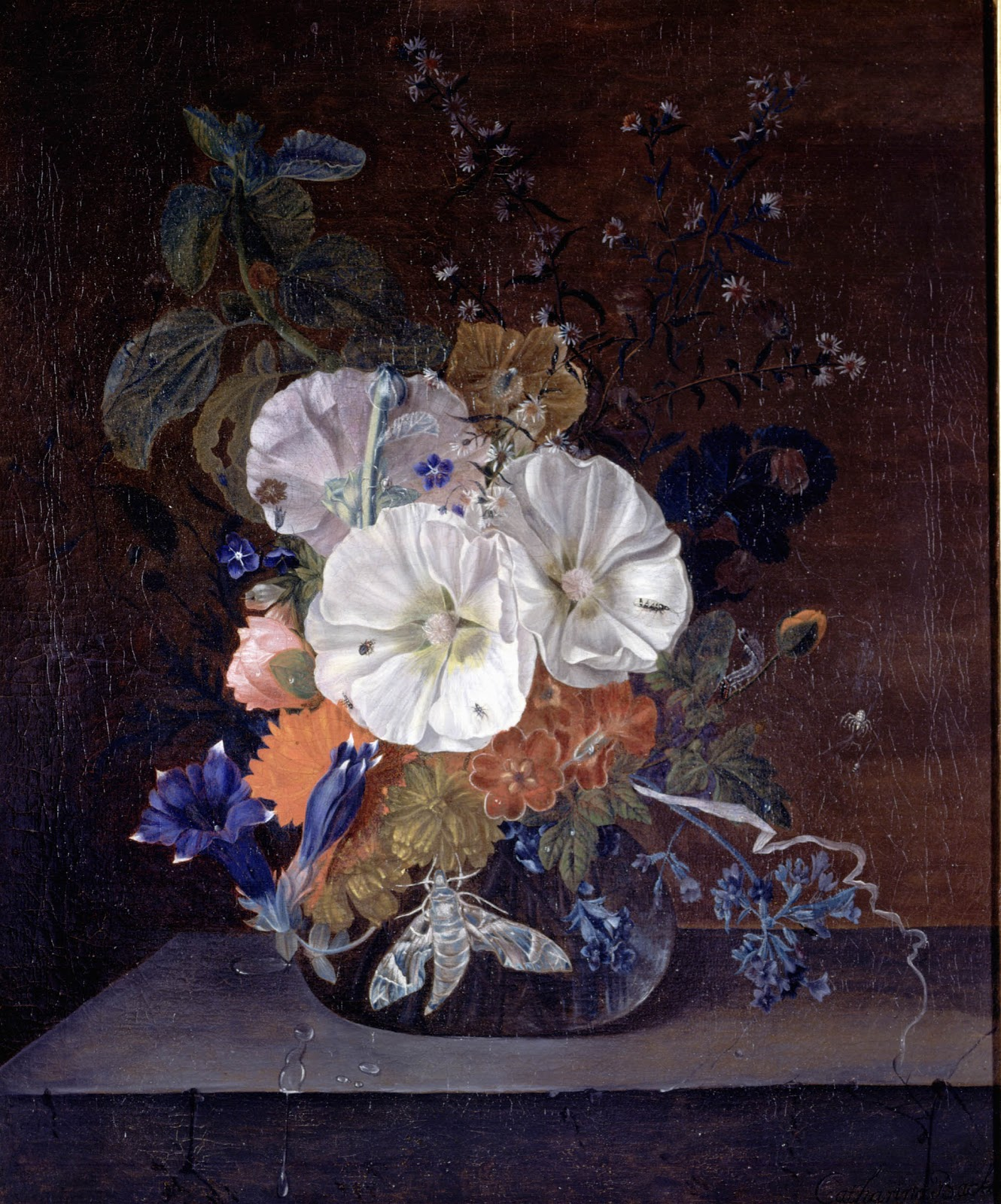
Catharina Backer: Bloemstilleven.

- Biografisch Portaal: 45965674
- Digitale Bibliotheek voor de Nederlandse Letteren: back029
- Gemeinsame Normdatei: 18844176X
- International Standard Name Identifier: 0000 0000 6984 1845
- Nederlandse Thesaurus van Auteursnamen: 115227563
- RKD-Nederlands Instituut voor Kunstgeschiedenis: 3384
- Union List of Artist Names: 500031082
- Virtual International Authority File: 95873160